# Dlouhá Ves (Rychnov nad Kněžnou)
Dlouhá Ves (německy Langendorf) je vesnice, část okresního města Rychnov nad Kněžnou. Nachází se asi 2,5 km na jihovýchod od Rychnova nad Kněžnou. V roce 2009 zde bylo evidováno 163 adres. V roce 2001 zde trvale žilo 501 obyvatel.
Dlouhá Ves leží v katastrálním území Dlouhá Ves u Rychnova nad Kněžnou o rozloze 5,68 km2.
V obci se 9. února 1931 narodil český sochař Mojmír Preclík.

## Galerie

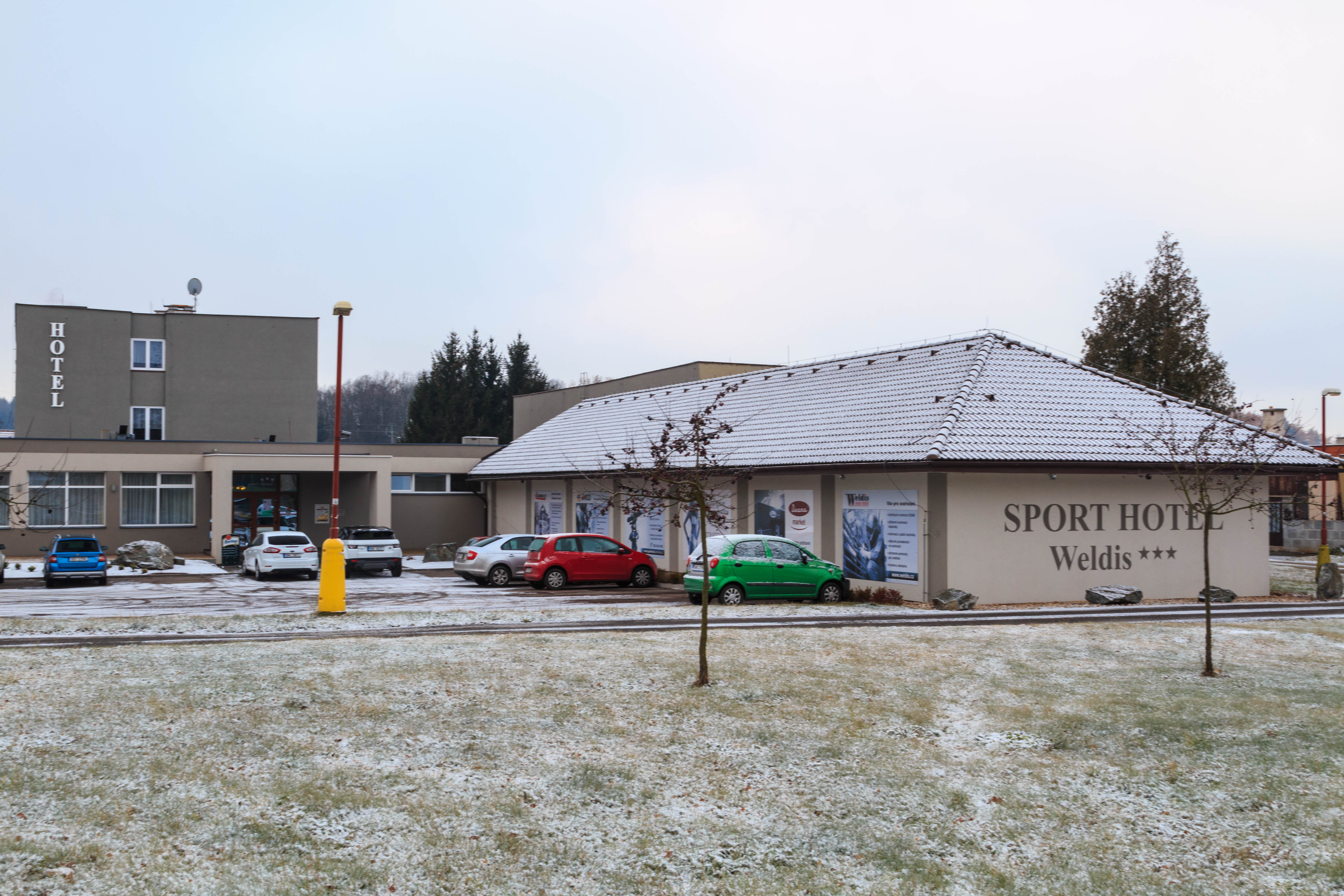
Dlouhá Ves u Rychnova nad Kněžnou - sporthotel
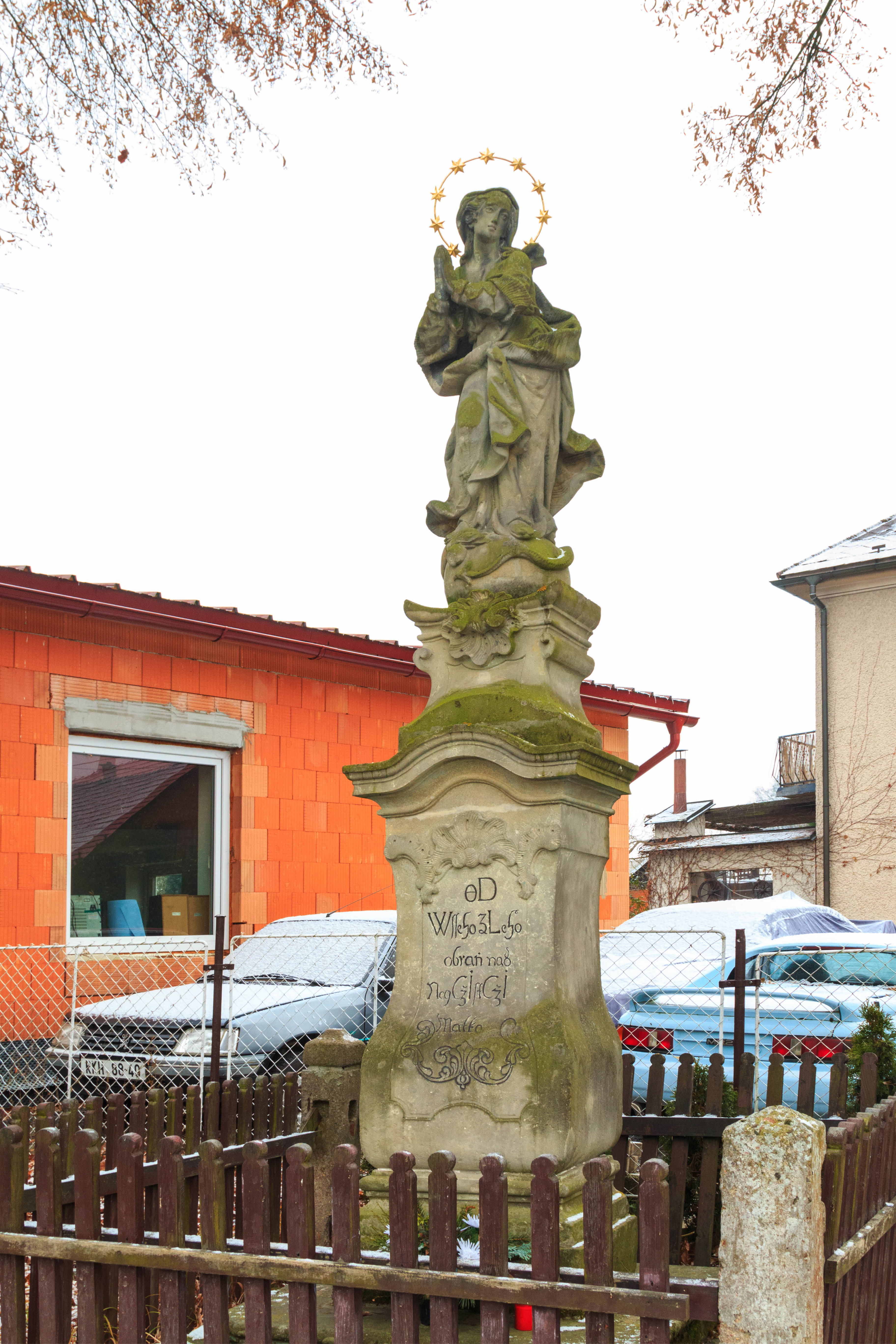
Dlouhá Ves u Rychnova nad Kněžnou - socha Panny Marie
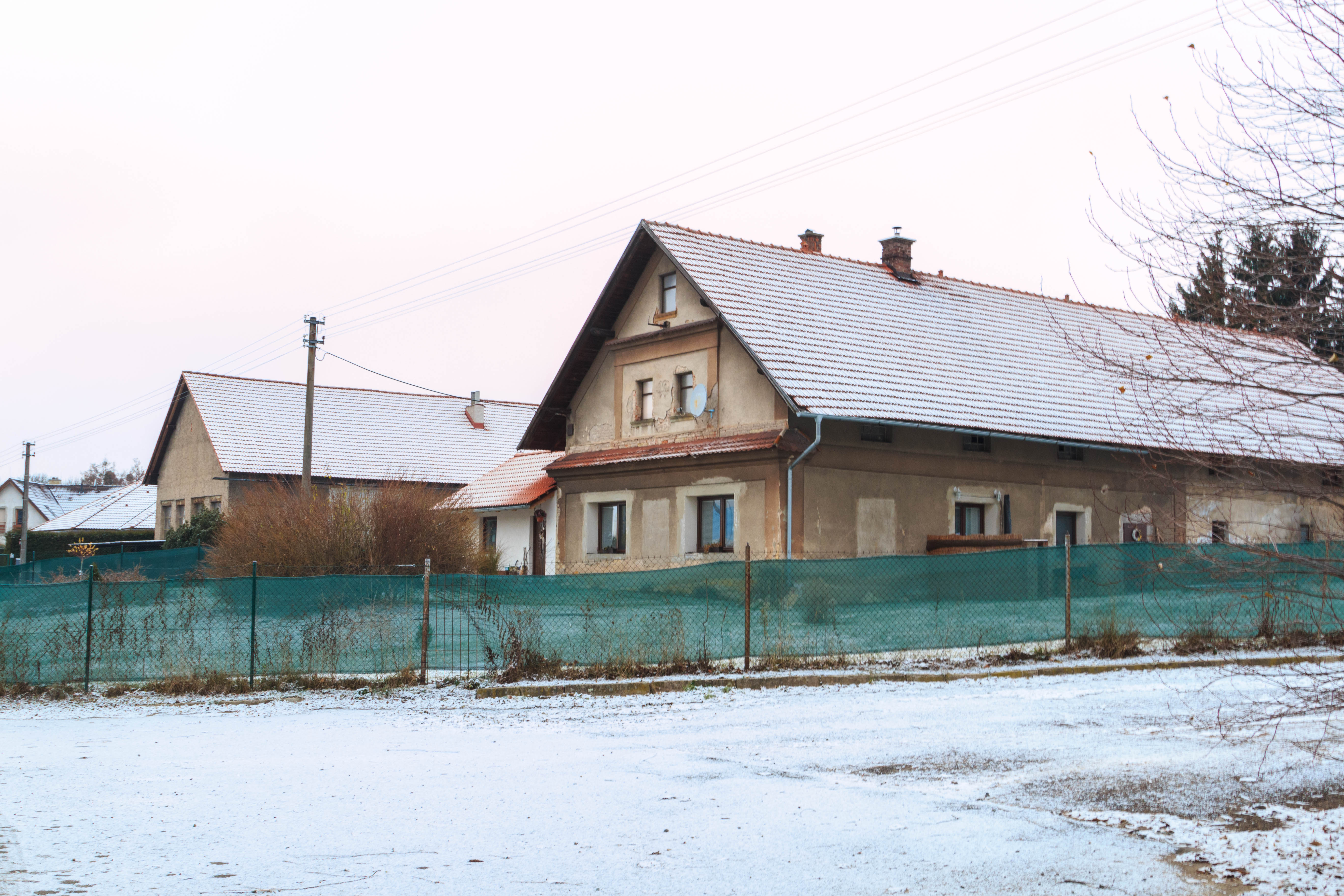
Dlouhá Ves u Rychnova nad Kněžnou - čp. 11
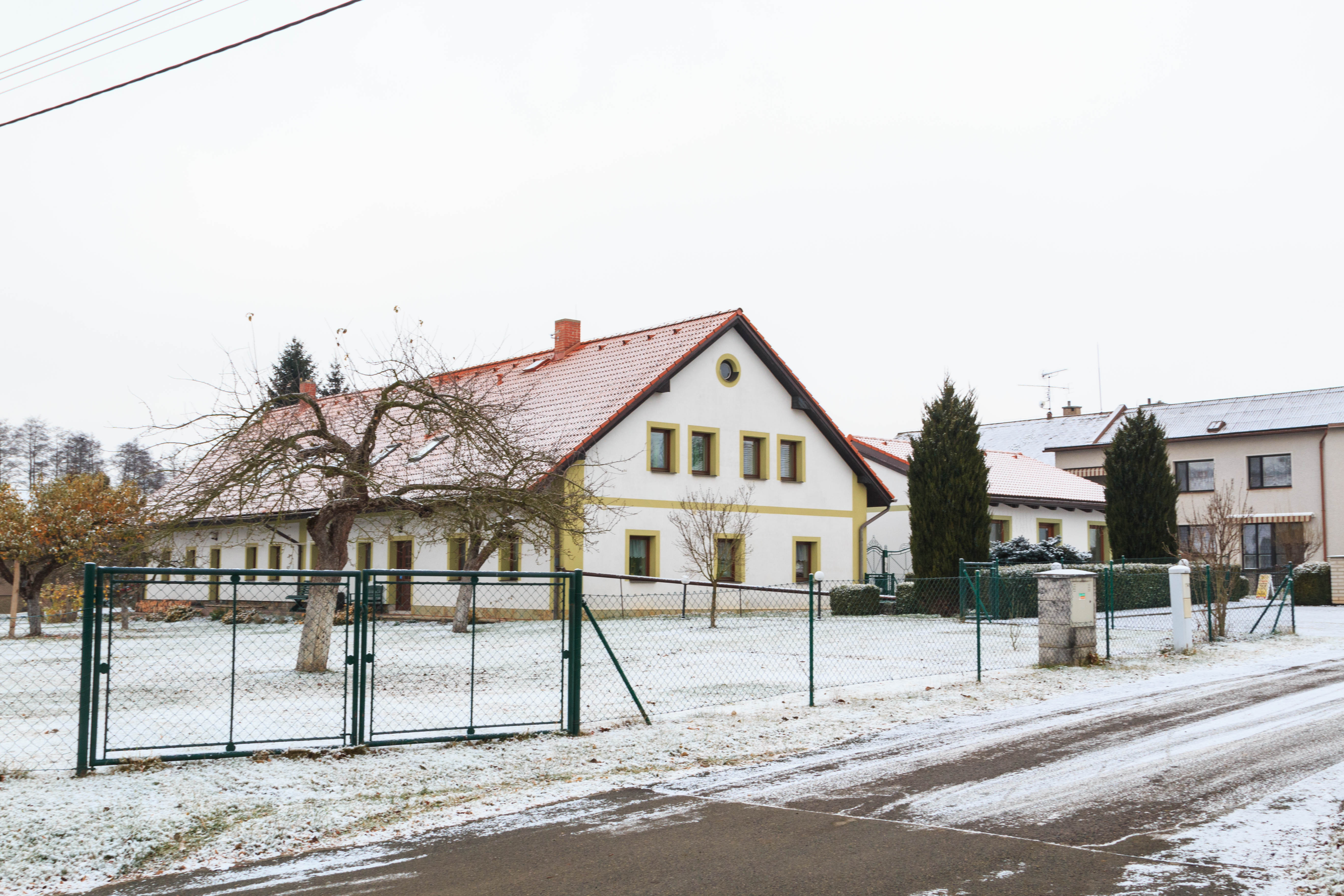
Dlouhá Ves u Rychnova nad Kněžnou - čp. 41